# Denis Freyd
Pour les articles homonymes, voir Freyd.
Denis Freyd est un producteur français, né le 9 janvier 1953.

## Carrière
En 1988, Denis Freyd fonde ses sociétés de production audiovisuelle baptisées Archipel 33 pour les fictions télévisuelles, puis, en 1997, Archipel 35 pour le cinéma.
En mars 2008, on apprend qu'il fait partie du Club des 13, un groupe de 13 personnalités du cinéma français, à l'initiative de la réalisatrice Pascale Ferran.

## Filmographie

### Cinéma

#### Longs métrages
- 1987 : Le Miraculé de Jean-Pierre Mocky
- 1989 : Marseille de père en fils - Ombres sur la ville de Jean-Louis Comolli (documentaire)
- 1989 : Marseille de père en fils - Coup de mistral de Jean-Louis Comolli (documentaire)
- 1993 : En compagnie d'Antonin Artaud de Gérard Mordillat
- 1993 : Les Derniers Jours d'Emmanuel Kant de Philippe Collin
- 1995 : Nos guerres imprudentes de Randa Chahal Sabbagh (documentaire)
- 1996 : Le Convoi de Patrice Chagnard (documentaire)
- 1999 : Public Enemy de Jens Meurer
- 2000 : Saint-Cyr de Patricia Mazuy
- 2002 : Le Fils de Jean-Pierre et Luc Dardenne
- 2003 : Le Tango des Rashevski de Sam Garbarski
- 2003 : Mille et un jours de Frédéric Laffont (documentaire)
- 2003 : Histoire d'un secret de Mariana Otero (documentaire)
- 2005 : L'Enfant de Jean-Pierre et Luc Dardenne
- 2006 : Dans un camion rouge de Patrice Chagnard (documentaire)
- 2006 : Agua de Verónica Chen
- 2006 : Bamako d'Abderrahmane Sissako
- 2007 : Nocturnes de Henry Colomer
- 2008 : Genainat el-Asmak de Yousry Nasrallah
- 2008 : Home d'Ursula Meier
- 2008 : Le Silence de Lorna de Jean-Pierre et Luc Dardenne
- 2010 : C'est parti de Camille de Casabianca (documentaire)
- 2010 : Entre nos mains de Mariana Otero (documentaire)
- 2010 : Quartier lointain de Sam Garbarski
- 2011 : Dix-sept Filles de Delphine et Muriel Coulin
- 2011 : Le Gamin au vélo de Jean-Pierre et Luc Dardenne
- 2011 : L'Exercice de l'État de Pierre Schoeller
- 2012 : L'Enfant d'en haut d'Ursula Meier
- 2013 : À ciel ouvert de Mariana Otero (documentaire)
- 2014 : Bird People de Pascale Ferran
- 2014 : Deux jours, une nuit de Jean-Pierre et Luc Dardenne
- 2014 : Tsili d'Amos Gitaï
- 2016 : Voir du pays de Delphine et Muriel Coulin
- 2016 : La Fille inconnue de Jean-Pierre et Luc Dardenne
- 2017 : L'Atelier de Laurent Cantet
- 2017 : L'Assemblée de Mariana Otero (documentaire)
- 2017 : M de Sara Forestier
- 2017 : Un peuple et son roi de Pierre Schoeller
- 2018 : De chaque instant de Nicolas Philibert (documentaire)
- 2019 : Le Jeune Ahmed de Jean-Pierre et Luc Dardenne
- 2019 : Ça marche !? de Camille de Casabianca (documentaire)
- 2019 : Histoire d'un regard de Mariana Otéro (documentaire)
- 2022 : Tori et Lokita de Jean-Pierre et Luc Dardenne
- 2024 : Black Tea d'Abderrahmane Sissako
- 2025 : Jeunes Mères de Jean-Pierre et Luc Dardenne

### Télévision

#### Téléfilms
- 1989 : Les Jeux de société d'Éric Rohmer
- 1997 : Cette télévision est la vôtre (A SIC) de Mariana Otero (documentaire)
- 1998 : Papa est monté au ciel de Jacques Renard
- 2002 : Manhattan Charity de Florence Martin-Kessler
- 2003 : L'Île atlantique de Gérard Mordillat
- 2004 : L'Affaire Valérie de François Caillat (documentaire)
- 2012 : Les Cinq parties du monde de Gérard Mordillat

#### Séries télévisées
- 1983 : Minute papillon
- 2001 : Urbanisme (documentaire ; épisode Une ville, d'une rive à l'autre)
- 1997 : Corpus Christi (documentaire)
- 2004 : L'Origine du christianisme (documentaire ; 10 épisodes)
- 2008 : L'Apocalypse (documentaire ; 12 épisodes)
- 2010 : Les Vivants et les Morts (mini-série ; 8 épisodes)
- 2015 : Jésus et l'Islam (documentaire ; 7 épisodes)
- 2019 : Travail, salaire, profit (mini-série documentaire)